# Kronprinzessin Stephanie-Spital

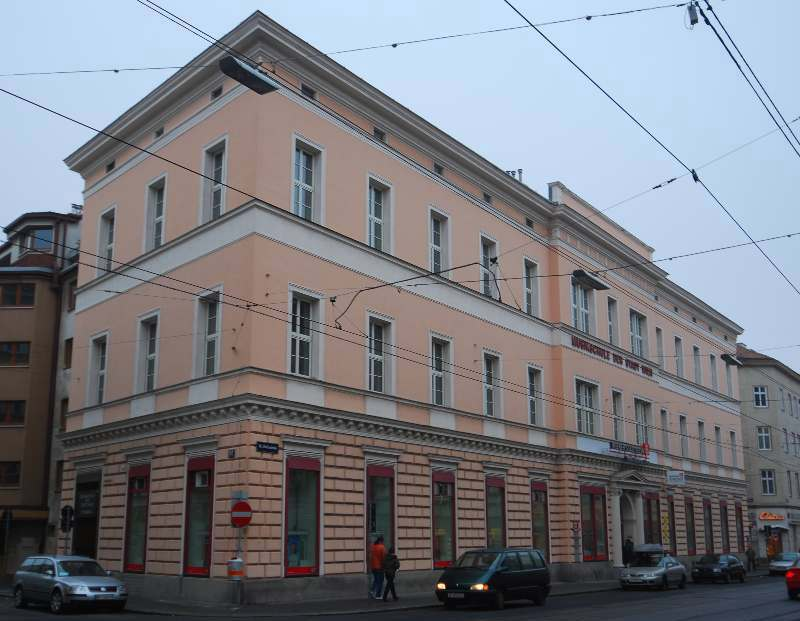
Ehemaliges Kronprinzessin Stephanie-Spital in Wien-Ottakring

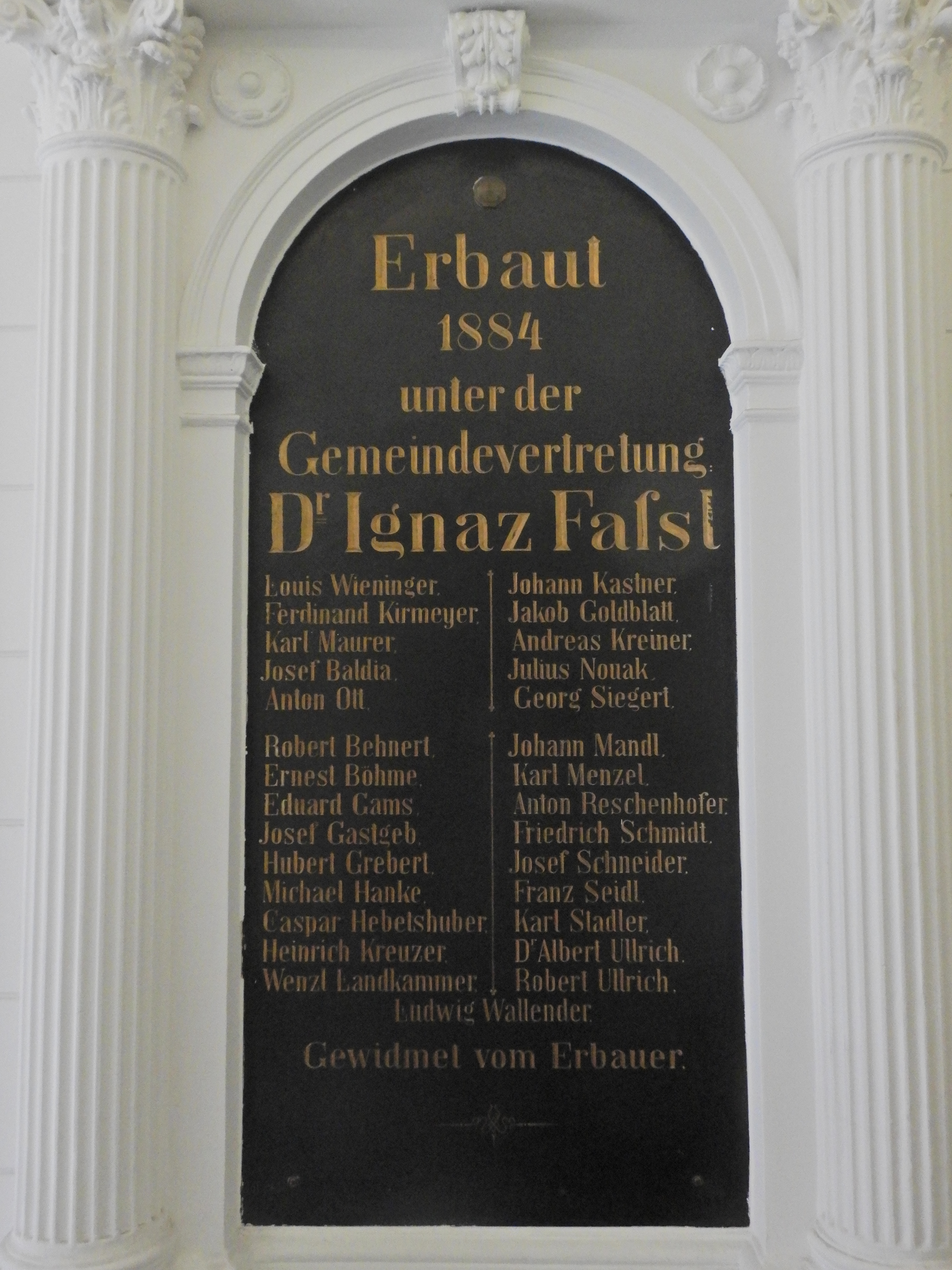
Gedenktafel für den Bau des Kronprinzessin Stephanie-Spitals

Das Kronprinzessin Stephanie-Spital, benannt nach Kronprinzessin Stephanie von Belgien, war ein Spital in der Thaliastraße 44 im 16. Wiener Gemeindebezirk Ottakring.

## Geschichte
Die Vorortgemeinde Neulerchenfeld ließ nach Plänen von Caspar Hoffer in der Liebhartsgasse ein Epidemiespital errichten, das 1873 erstmals Verwendung fand.
Wegen des zunehmenden Kapazitätsmangels im Allgemeinen Krankenhaus, dem Wiedner Spital und der Rudolfstiftung erließ die Niederösterreichische Statthalterei am 13. März 1883 einen Erlass, dem zufolge die Vororte eigene Krankenanstalten zu errichten hätten.
Die Gemeinde Neulerchenfeld folgte in einem Beschluss vom 10. August 1883 dieser Weisung und beschloss die Errichtung eines eigenen Gemeindespitals, das an das bestehende Epidemiespital anschließen sollte. Zwischen Juli 1884 und Oktober 1885 wurde es nach Plänen von Josef Baldia um 234.000 Kronen errichtet. In Betrieb genommen wurde es am 18. Oktober 1885.
Am 21. Oktober 1884 wurde die Bitte der Gemeinde, das neue Spital „Kronprinzessin Stephanie-Spital“ nennen zu dürfen, huldvollst genehmigt.
Aufgrund eines Abkommens der Gemeinde Wien mit dem Land Niederösterreich vom 1. Dezember 1891 wurden 1892 das
- „Kaiserin-Elisabeth-Spital in Rudolfsheim“ (rechtlicher Übernahmetag 23. Jänner 1892), das
- Wilhelminenspital, das
- Kronprinzessin-Stephanie-Spital, das
- Sankt Rochusspital in Penzing und
- die Gebäude des ehemaligen Bezirksspitals Sechshaus

von der Stadt Wien übernommen
1898 erhielt das Kronprinzessin Stephanie-Spital eine eigene Röntgenanlage. 1902 kamen Überlegungen auf, das Spital zu schließen und in eine Schule umzuwandeln. Es wurde aber weitergeführt und diente während des Ersten Weltkriegs als Lazarett. In Friedenszeiten war der Belegraum mit 108 Betten, der aber häufig überschritten werden musste, festgelegt worden. Während des Krieges musste das Fassungsvermögen auf bis zu 700 Betten erweitert werden. Nach Kriegsende wurde es wieder als ziviles Spital genutzt, bis es 1928 geschlossen wurde.
Zwischen 1928 und 1972 wurde das ehemalige Kronprinzessin Stephanie-Spital als Zahlungsstelle für Arbeitslose genutzt. Seit 1978 befindet sich hier eine Musikschule der Stadt Wien.
1902 trat Gabriele Possanner von Ehrental als erste Frau, die an einer Universität der Donaumonarchie promoviert hatte, hier einen Aspirantenplatz an.
Das ehemalige Kronprinzessin Stephanie-Spital wurde als dreigeschoßiger Bau in Neorenaissance-Formen errichtet, wobei das Dekor der Fassade unterdessen reduziert wurde. Das Foyer ist mit Kreuzgratgewölben und korinthischen Pilaster- und Halbsäulengliederung ausgestattet.
Als wesentliches Identitätsmerkmal der Stadt Wien ist das Kronprinzessin Stephanie-Spital in den Wiener Kulturgüterkataster aufgenommen worden.